# Quetoglobosina
Las quetoglobosinas son alcaloides mixtos aislados de hongos del género Chaetomium. Están relacionadas biosintéticamente con las citocalasinas. 

## Abundancia
Los principales hongos que producen quetoglobosinas pertenecen a los géneros Cladosporium, Stenocarpella, Calonectria y Chaetonium. Las penocalasinas son producidas por hongos del género Penicillium.

## Actividad biológica
Las quetoglobosinas A y C han mostrado actividad inhibitoria marcada contra Mucor miehei. Muchos de estos compuestos también son tóxicos al ganado.  La quetoglobosina A es citotóxica a las células HeLa cells; promuebe lña fibrinólisis, son fitotóxicos, inducen la producción de uroquinasa y es inhibidora del ensamblaje de las proteínas de los microtúbulos. Es teratogénica. 

## Biosíntesis
La biosíntesis de la quetoglobosina A ha sido estudiada por Oikawa y colaboradores. La quetoglobosina A es un alcaloide mixto que proviene de una amida entre el triptófano y un nonacétido trimetilado. Esta amida condensa intramolecularmente en el carbono donde se encontraba el carboxilo del triptófano para formar un anillo de 1,5-dihidro-2H-pirrol-2-ona. En el extremo terminal del policétido se encuentra un dieno, el cual reacciona en una cicloadición tipo Diels-Alder con la α,β insaturación de la pirrolona. El aducto formado puede oxidarse en dos pasos adicionales, formando así la quetoglobosina A.
El clóster génico de la quetoglobosina de Pencillium expansum fue identificado, incluyendo CheA, un híbrido fungal iterativo tipo I PKS-NRPS. CheA tiene similitud con las megasintasas requeridas para la biosíntesis de aductos Diels Alder, tales como la lovastatina y equisetina (LovB y EqiS, respectivamente), y es requerida para la producción de las micotoxinas fusarina y tenelina.
La enoil reductasa de la quetoglobosina, CheB, actúa en trans con CheA para generar un nonacétido como intermediario. Los productos correspondientes a este clóster se espera que codifiquen a dos citocromos P450 (CheD and CheG) y una monooxigenasa FAD-dependiente(CheA), estas tres implicadas en las modificaciones posteriores al policétido precursor.
Se cree que el módulo de polipéptido sintasa no ribosomal (NRPS) del CheA activa al triptófano y genera una unión amida con el nonacétido de modo análogo para el módulo EqiS NRPS de la equisetina. Se cree que el intermediario policétido-aminoácido se reduce en la posición correspondiente al carboxilo del triptófano para producir el aldehído correspondiente. El anillo de isoindolona se produce en un proceso de 2 pasos: una condensación de Knoevenagel para generar la pirrolinona y posteriormente la cicloadición Diels Alder.